# カゲテレ
『The Shadow's TV』（略称:カゲテレ）は、ケーブルテレビとインターネットサイトで2003年10月から2014年4月 まで放送されていた情報・バラエティ番組 ・音楽番組。

## 概要
「カゲテレ」は、The Shadow's TVの略称。東海地方を中心に活動しているインディーズまたはアマチュアミュージシャンを紹介してゆく音楽番組。ケーブルテレビとインターネットサイトで2003年〜2014年放送された。番組の主旨に賛同したプロミュージシャンも多数出演。2014年プロデューサーの病気により番組継続が不可能となり打ち切りとなった

## 出演者

### ライブ出演者
- BRIGHT EYES super-duper[14]
- こころおと[15]
- ゴンガーシホ[16]
- La-Vie.[17]
- Lunakate[18]
- AZURE[19]
- SPYAIR
- 織姫よぞら[20]
- 奥西菓折[21]

ほか

### インタビュー出演者
- speena
- 倉橋ヨエコ

ほか

## 番組内コーナー
Mielsrash.coi!
インディーズバンドが放送地域を訪ね歩き、バンドの紹介チラシを1000枚配りきるまでのドキュメンタリーコーナー。
ネリチャギ裏街道
プロミュージシャン「ネリチャギ」によるコーナー。
やらっせ戦隊マグトーチ
インディーズバンドが番組からの指令を受け放送地域内の施設やお店を紹介してゆくコーナー。
カゲテレコレクション
レコード会社の担当者から気になったミュージシャンに対しコメントをもらえるコーナー。
プリンスバラエティー
インディーズミュージシャンが地域活性化をコンセプトに施設や観光名所をロケ場所とし、ミュージックビデオを作るというコーナー。
ゴンガーシホのフルスロットル
プロミュージシャンspeenaのギタリストでもあったゴンガーシホが、お薦めスポットや仲間や先輩アーティストの方々を紹介してゆく。バイクレーサーのバレンティーノ・ロッシも登場。
GO!GO!カスガイガー
春日井市の非公認ローカルヒーローが、さまざまな地域や施設を訪ね歩くコーナー。
The Shadow's TV公開録画番外篇 ぶるぶるきちゃうぜ!!!
健聴者とろう者（聴覚障害者）の合同公開収録音楽イベント。

## 放送局
| 放送対象地域         | 放送局                                       | 系列                         |
| -------------------- | -------------------------------------------- | ---------------------------- |
| 愛知県               | ひまわりケーブルテレビ（ひまわりチャンネル） | ひまわりケーブルテレビ       |
| 愛知県               | ひまわりケーブルテレビ（さんさんチャンネル） | ひまわりケーブルテレビ       |
| 愛知県               | ひまわりケーブルテレビ（メープルチャンネル） | ひまわりケーブルテレビ       |
| 愛知県               | グリーンシティケーブルテレビ                 | グリーンシティケーブルテレビ |
| 愛知県               | 豊橋ケーブルネットワーク                     | 豊橋ケーブルネットワーク     |
| 愛知県               | ICC                                          | ICC                          |
| 愛知県               | CCNet豊川局                                  | CCNet                        |
| 岐阜県               | CCNet本巣局                                  | CCNet                        |
| 岐阜県               | CCNet養老局                                  | CCNet                        |
| 静岡県               | 御前崎ケーブルテレビ                         | 御前崎ケーブルテレビ         |
| インターネットサイト | マイアットタウン                             | YouTube                      |
| インターネットサイト | The Shadow’s TV X                            | YouTube                      |

## テーマ曲
- オープニングテーマ：YU-Ki HARA「心的影（The shadow of the heart）」。

## イベント企画監修
ましゅまろ連邦共和国建国記念LIVE
出演：st.Doll、NEXT GENERATION、織姫よぞら、サイキックラバー、桃井はるこ